# Georges Lecointe

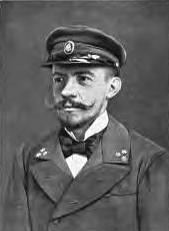
G. Lecointe, segundo al mando de la Expedición Antártica Belga.

Georges Lecointe (29 de abril de 1869 - 27 de mayo de 1929) fue un oficial naval y científico belga. Fue capitán del Belgica y segundo al mando de la Expedición Antártica Belga, la primera que permaneció durante el invierno en la Antártida. A su regreso a Bélgica se involucró en la fundación del Consejo Internacional de Investigaciones y la Unión Astronómica Internacional.

## Comienzos
Georges Lecointe nació el 29 de abril de 1869 en Amberes, Bélgica. Su padre era un conocido profesor de matemáticas y desde temprano Georges mostró ser un alumno con potencial. En 1866 ingresó en la Real Academia Militar. En 1891 luego de ser designado segundo teniente en el primer regimiento de artillería de campo y estar algún tiempo en la escuela de caballería en Ypres, paso el examen de oficial en la École Polytechnique para la Marina francesa. El gobierno belga lo asignó a la Marina francesa, donde en 1897 fue promovido a teniente de buque de línea. Esta asignación era excepcional y sucedió como resultado de una audiencia con el rey Leopoldo II: solo otro ciudadano belga y Georges fueron asignados, a su amigo Emile Danco le fue denegada esta posibilidad.
Entre 1894 y 1897 recibe entrenamiento en varios barcos en el Mediterráneo, el Atlántico, Cochinchina y Tonkin. En 1897 fue asignado al Observatorio del Bureau des Longitudes y publicó un curso sobre navegación y navegación por estima, La navigation astronomique et la navigation estimée, orientado a estudiantes de la marina del École Polytechnique. En su segundo libro, La création d'une marine nationale Belge (Sobre la creación de una Marina Nacional Belga), abogo por la creación de la Marina de Bélgica, que había sido abolida en 1862. Sin embargo, ello no pasó sino hasta finales de la Primera Guerra Mundial.

## Expedición Antártica Belga
Lecointe se manejaba de manera admirable; amigable y firme, asegurándose el respeto por parte de todos. Como navegante y astrónomo no había quien le superara, y cuando posteriormente se hizo cargo del trabajo magnético brindó grandes servicios allí. Lecointe siempre será recordado como uno de los pilares fundamentales de esta expedición.
Roald AmundsenThe South Pole

Emile Danco, un amigo mutuo de Lecointe y del comandante de la expedición Adrien de Gerlache, lo propuso en octubre de 1896 para que se uniera a la Expedición Antártica Belga. De Gerlache lo contrató en 1897 como capitán del Belgica y segundo al mando de la expedición. También era responsable de las observaciones astronómicas e hidrográficas y, luego que Danco falleciera en 1898, las mediciones del magnetismo terrestre.
La expedición levó anclas desde Amberes en agosto de 1897 y ese año al llegar al sur comenzó sus observaciones de la región antártica. El 22 de enero de 1898 el marino Carl Wiencke fue barrido por olas desde la cubierta y se ahogó, a pesar de los intentos heroicos de Lecointe para rescatarlo. A comienzos de 1898 se dirigieron hacia el mar de Weddell, donde el Belgica rápidamente quedó atrapado en el hielo, obligándolos a pasar el invierno allí. Durante sus observaciones astronómicas en la barrera de hielo, Lecointe fue confundido con una foca y estuvo a punto de ser disparado. Tanto Lecointe y de Gerlache sufrieron de escorbuto severo, al punto que el comando efectivo de la expedición debió ser asumido por Roald Amundsen y el médico Frederick Cook. A pesar del estado de Gerlache, ellos obligaron a los miembros enfermos de la expedición a ingerir carne fresca de foca y pingüino, logrando se recuperaran.
A comienzos de 1899 la tripulación logró liberar al Belgica. Al llegar a Sud América Lecointe exploró los Andes mientras que de Gerlache partió en el Belgica hacia Europa. A su regreso, Lecointe publicó Au Pays des Manchots (La tierra de los pingüinos), la crónica de la expedición belga.

## Carrera científica
Lecointe se había comprometido con Charlotte Dumeiz (1873-1940) antes de partir en el Belgica. La bahía Charlotte en la Antártida fue nombrada en honor de su prometida, y se casaron poco tiempo después que el regresara del sur. La pareja tuvo tres hijos: Henri, Charlotte y Louis-Georges. Sus dos hijos estudiaron en la Universidad Libre de Bruselas.
A su regreso fue ascendido a capitán-comandante, pasó un lapso breve en la Legión Belga durante el levantamiento de los bóxers y fue designado director científico del Observatorio Real en Uccle. Junto con Henryk Arctowski y Antoni Bolesław Dobrowolski organizaron los resultados científicos de la Expedición Antártica Belga, fue secretario de la comisión encargada de publicar los resultados. Además supervisó la renovación del observatorio y fue responsable de los buques escuelas belgas.
Fue voluntario durante la Primera Guerra Mundial, sirviendo como mayor de artillería y participó de la defensa de Amberes, pero pasó gran parte de la guerra internado en Holanda luego que la ciudad fuera capturada. Al conluir la guerra puso nuevamente su atención en la cooperación internacional en el ámbito de la ciencia, y desempeñó un rol importante en la creación del Consejo Internacional de Investigaciones y uniones científicas afiliadas, especialmente la Unión Astronómica Internacional. Fue su vicepresidente desde 1909 a 1922, y estuvo a cargo del Bureau Central para Telegramas Astronómicos desde 1920 a 1922, mientras estuvo localizado temporalmente en Uccle luego de la Primera Guerra Mundial. En 1919 fue elegido miembro del comité ejecutivo del International Research Council at its founding congress in Bruselas, junto con Schuster, Volterra y Hale, siendo Picard el presidente.
En 1925 a causa de una enfermedad debió renunciar al observatorio Real y fallece en Uccle, el 27 de mayo de 1929.

## Obras selectas
- La navigation astronomique et la navigation estimée. Paris, Berger-Levrault, 1897
- La création d'une marine nationale belge. Paris, Berger-Levrault, 1897
- Au pays des Manchots. Bruxelles, O. Scheppens et Cie, 1904
- In the series by the Commission de la Belgica, Résultats du Voyage du S.Y. Belgica en 1897-1898-1899 sous le commandement de A. de Gerlache de Gomery: Rapports Scientifiques. Antwerp, Buschmann, 1901-1913, Lecointe published 5 reports:
  - Astronomie: Etude des chronomètres, première partie. Méthodes et conclusions. Antwerp, Buschmann, 1901
  - Astronomie: Etude des chronomètres, deuxième partie. Journaux et calculs. Antwerp, Buschmann, 1901
  - Travaux hydrographiques et instructions nautiques: Cartes. Antwerp, Buschmann, 1903
  - Travaux hydrographiques et instructions nautiques (premier fascicule). Antwerp, Buschmann, 1905
  - Physique du globe: mesures pendulaires. Antwerp, Buschmann, 1907